# Реалістичний робітничий гурток демократів
Реалістичний робітничий гурток демократів — підпільна молодіжна група демократичного спрямування, створена в м. Сталіно у 1956 році. Об'єднала навколо себе активну робітничу молодь Донбасу.
Організував і очолив групу 18-річний слюсар Євген Доніченко (Дониченко). До складу увійшло 10 осіб.
Група поставила за мету боротьбу з радянським ладом. Планувалося створити мережу осередків, згодом які повинні були об'єднатися в єдину демократичну партію, що могла би стати альтернативою КПРС.
Члени групи мали свій статут і рукописний часопис під назвою «Свободное слово»; дотримувалися суворої конспірації.
У 1957 році Євгена Доніченка та інших членів групи було заарештовано і діяльність осередку повністю припинено. За 1,5 роки існування членами групи було розповсюджено більше 2-х тисяч рукописних листівок, зокрема із заголовками «Не вірте комуністам!», «Вороги народу — в Кремлі» тощо.